# Бор-Раменский, Дмитрий Петрович
Дми́трий Петро́вич Бор-Раменский (настоящая фамилия — Воробьёв; 28 октября (9 ноября) 1889, с. Суда, Пермская губерния — 12 мая 1965, Сарапул) — русский советский писатель, прозаик и педагог.

## Биография
Родился в бедняцкой семье, с детства батрачил по найму у кулаков. В 1906 году поступил в учительскую семинарию, но учиться не смог, поскольку ему было отказано в стипендии. После этого за один год окончил училище в Кунгуре и экстерном сдал экзамен на звание учителя. В 1908 году начал преподавать. В 1914 году был мобилизован и участвовал в боях на фронтах Первой мировой войны. Вёл революционную пропаганду среди солдат, был избран членом солдатского комитета части, корпуса, а затем членом комитета частей связи армий Северного фронта. Был на приёме у В. И. Ленина и Ф. Э. Дзержинского. В конце 1917 года вернулся в родные места, в 1919 году с началом боевых действий Гражданской войны добровольно вступил в 28-ю Азинскую дивизию и сражался в её рядах с белогвардейцами. Затем возвратился на педагогическую работу.
С 1922 года Бор-Раменский начал сотрудничать в газете «Красное Прикамье», где сначала появились его заметки, а затем очерки, рассказы. В 1924 году в Москве отдельным изданием был опубликован рассказ «Камский вихрь», написанный им на материале Гражданской войны. Со времени создания единой писательской организации являлся членом Союза писателей СССР.

## Опубликованные произведения
- Коля и Колька: Пьеса в 2 д. Свердловск, 1926. 14 с.
- Камский вихрь: Рассказ. М., 1928. 78 с.
- Раменье: Pоман. Ижевск, 1940. 346 с.
- Данило Шитов: Повесть. Ижевск, 1949. — 206 с.
- В прикамских лесах: Повесть. Ижевск, 1950. 205 с. (2-е изд. — 1956. 271 с.)
- Рассказы. Ижевск, 1959. 64 с.
- Данило Шитов: Роман; Черемша: Повесть; Ставка на голову: Главы из повести; Красный вымпел: Рассказ / Сост. Е. Флейс. Ижевск, 1965. 292 с.